# スペースメン3
スペースメン3 (Spacemen 3) は、1982年にイギリス・ラグビーで結成されたサイケデリック・ロックバンドである。ポスト・パンク、スペース・ロックと言ったジャンルにカテゴライズされる。

## 歴史
1982年、スペースメン3はアート・カレッジで出会ったジェイソン・ピアース（Jason Pierce、J・スペースマン J.Spaceman）と、ピーター・ケンバー（Pete Kember、ソニック・ブーム Sonic Boom）によってウォリックシャーはラグビーで結成された。ピアースとケンバーはそれぞれに、ギター、キーボード、ボーカルを務め、ベースはピート・"ベースマン"・ベイン (Pete"Bassman"Bain) 、ドラムスはナッティ・ブルッカー (Natty Brooker) という顔ぶれだった。
彼らは何年か地元で曲作り、リハーサルなどをして過ごし、1986年にファーストアルバム『Sound of Confusion』を発売した。このアルバムはメインストリームのガレージ・ロックサウンドそのものであったが、1987年のセカンドアルバム『The Perfect Prescription』では、彼らの作風としてよく知られるミニマルなサイケデリアを基調としたものへ大きな変化を遂げた。この頃ナッティはバンドを離れ、ロスコ (Rosco) の名で知られるスターリング・ロズウェル (Sterling Roswell) が新たなドラマーとして参加している。
後にベインとロスコはバンドを離れ、ザ・ダークサイドを結成。バンドはベインの後釜としてウィリー・カラザース (Willie Carruthers) を迎え、公式にはドラマー不在のまま『Playing with Fire』をレコーディングした。1989年に発売されたアルバムは、全編に渡りサイケデリックなドローン・ミュージックが展開され、シングルカットされた Revolution はイギリス・インディチャートで1位に輝いた。ツアーからはドラムスにジョン・マットック (Jon Mattock) が加入し、彼らはミニマルな「アンチ・ショー」でイギリス、ヨーロッパを巡る。その後予定されていたアメリカツアーは薬物問題からビザを得ることが出来ずに中止され、レディング・フェスティバルへの出演でツアーは終了した。
薬物問題とバンド内の不和（特にピアースとケンバーの間での）は次第にバンドを壊し始め、1991年に発売された『回帰 Recurring』は彼らのラストアルバムとなった。このアルバムはピアースとケンバーが、それぞれ別のスタジオで制作した楽曲と、マッドハニーの「ウェン・トゥモロー・ヒッツ When Tomorrow Hits」のカバーが収録されている。アルバムはバンドの作品の中でも最もポピュラーなものとなったが、ケンバーはスペクトラム、ピアース、カラザース、マットックはスピリチュアライズドとしての活動を始め、バンドは1991年に消滅した。
スペースメン3の再結成はコーチェラ・フェスティバルや、オール・トゥモロウズ・パーティーズなどで度々話題に上るが、ピアースはこれを拒み続けた。2010年7月15日、ロンドンのホクストン・バー・アンド・グリルにて、ケンバー、カラザース、マットック、最晩年に参加したマーク・リフォイ (Mark Refoy) による再結成が実現し、3曲を演奏した。会場にはナッティ・ブルッカーの作品も展示され、ケヴィン・シールズ、パット・フィッシュがゲストとして参加した。ピアースは誘いを受けるも来場はしなかった。

## ディスコグラフィ

### アルバム
- Sound of Confusion（1986年）
- The Perfect Prescription（1987年）
- Playing with Fire（1989年）
- 回帰 Recurring（1991年）UK46位[6]
- Translucent Flashbacks - The Singles（1995年）[1]

### ライブ、デモ、非公式アルバム
- Performance（1988年、オランダ、アムステルダムでのライブ）
- Dreamweapon: An Evening of Contemporary Sitar Music（1990年、ライブでのドローンパフォーマンス）
- Losing Touch with Your Mind（1991年、オルタネイティブバージョン集）
- Taking Drugs to Make Music to Take Drugs To（1994年、Sound of Confusion のデモ）
- For All the Fucked-Up Children of This World We Give You Spacemen 3（1995年、最初期のデモ集）
- Spacemen Are Go!（1995年、Playing with Fire 期のライブ）
- Revolution or Heroin（1995年、1988年ロンドンでのライブ）
- Threebie 3（2003年、1988年アムステルダム、ラグビーでのライブ）
- Forged Prescriptions（2004年、Perfect Prescription 期のデモ、オルタネイティブバージョン集）
- How The Blues Should've Turned Out（2005年、2枚組CD-R、デモ、オルタネイティブバージョン集）[1]

### シングル
- "Walkin’ With Jesus” - （1986年） Glass
- “Transparent Radiation” - （1987年） Glass
- “Take Me To The Other Side” - （1988年） Glass
- “Revolution” - （1988年） Fire
- “Hypnotized” - （1989年） Fire
- “Big City” - （1991年） Fire